# Ternstroemia lineata
Ternstroemia lineata là một loài thực vật có hoa trong họ Pentaphylacaceae. Loài này được DC. miêu tả khoa học đầu tiên năm 1821.